# Distretto di Aougrout
Il distretto di Aougrout è un distretto della provincia di Timimoun, in Algeria.

## Comuni
Il Distretto di Aougrout comprende 3 comuni:
- Aougrout
- Deldoul
- Metarfa